# Хакк ад-Дін II
Хакк ад-Дін II (*араб. حق الدين الثاني; д/н — 1374) — 17-й султан Іфат з 1364 до 1374 року.

## Життєпис
Походив з династії Валашма. Син султана Ахмеда. Після повалення батька близько 1354/1355 року разом з братом Са'ад ад-Діном втік до Ефіопії. Виховувався при дворі негуса.
Близько 1364 року разом з братом втік до Іфату, де підняв повстання проти свого діда Алі, якого зумів повалити. Втім вимушений був боротися проти свого стрийка Моли Асфаха, який також претендував на трон. Останній отримав війська від ефіопського негуса. Втім у вирішальній битві Хакк ад-Дін II здобув повну перемогу, в битві при цьому загинув Асфах.
Переніс свою резиденцію до Вагалі (Вафата), проте невдовзі мусив визнати зверхність Ефіопії. А вже невдовзі оголосив про свою самостійність. Близько 1374 року загинув в одній з битві з ефіопським військом. Йому спадкував брат Са'ад ад-Дін II.